# Muquém do São Francisco
Muquém do São Francisco é um município brasileiro do estado da Bahia, situado na microrregião de Barra e mesorregião do Vale São-Franciscano da Bahia.
O município se estende por 3 638,1 km² e contava com 10 443 habitantes pela estimativa de 2022 do IBGE. A densidade demográfica é de 2,71 habitantes por km² no território do município.
Vizinho dos municípios de Ibotirama e Wanderley, Muquém do São Francisco se situa a 38 km a Norte-Oeste de Ibotirama e a 178 km a leste da cidade de Barreiras, principal cidade do Oeste Baiano que polariza parte do Médio São Francisco.
Situado a 434 metros de altitude, de Muquém do São Francisco tem as seguintes coordenadas geográficas: Latitude: 12° 3' 54'' Sul, Longitude: 43° 32' 33'' Oeste.